# موهان سینگ
موهان سینگ (انگلیسی: Mohan Singh؛ ۳ ژانویه ۱۹۰۹ – ۲۶ دسامبر ۱۹۸۹ (aged 80)) سیاستمدار و افسر اهل هند بود.